# 처인고등학교
처인고등학교는 대한민국 경기도 용인시 처인구에 위치한 고등학교이다.

## 연혁
- 2021년 3월 1일 : 개교 (고등 7학급, 특수 1학급)[1]
- 2022년 3월 2일 : 제2회 신입생 입학(190명, 1학년 8학급)
- 2023년 3월 2일 : 제3회 신입생 입학(226명, 1학년 8학급)
- 2024년 3월 4일 : 제4회 신입생 입학(263명, 1학년 9학급)

## 참고 자료
- 처인고등학교 - 한국교육학술정보원 학교알리미